# Liste der Biografien/Schir
Liste der Biografien |
Portal Biografien |
Personensuche
# |
A |
B |
C |
D |
E |
F |
G |
H |
I |
J |
K |
L |
M |
N |
O |
P |
Q |
R |
S |
T |
U |
V |
W |
X |
Y |
Z |
?
 
Sa |
Sb |
Sc |
Sd |
Se |
Sf |
Sg |
Sh |
Si |
Sj |
Sk |
Sl |
Sm |
Sn |
So |
Sp |
Sq |
Sr |
Ss |
St |
Su |
Sv |
Sw |
Sy |
Sz
 
Sca–Sce |
Sch |
Sci–Scz
 
Scha |
Schc |
Schd |
Sche |
Schg |
Schi |
Schj |
Schk |
Schl |
Schm |
Schn |
Scho |
Schp |
Schr |
Schs |
Scht |
Schu |
Schv |
Schw |
Schy
 
Schia |
Schib |
Schic |
Schid |
Schie |
Schif |
Schig |
Schih |
Schij |
Schik |
Schil |
Schim |
Schin |
Schio |
Schip |
Schir |
Schis |
Schit |
Schiu |
Schiv |
Schiw |
Schiz
Die Liste der Biografien führt alle Personen auf, die in der deutschsprachigen Wikipedia einen Artikel haben. Dieses ist eine Teilliste mit 252 Einträgen von Personen, deren Namen mit den Buchstaben „Schir“ beginnt.

## Schir
- Schir, Bernhard (* 1963), österreichischer Schauspieler
- Schir, Théry (* 1993), Schweizer Radsportler

### Schira
- Schira, Craig (* 1988), kanadischer Eishockeyspieler
- Schira, Cynthia (* 1934), amerikanische Textilkünstlerin, Künstlerin und Kunstlehrerin
- Schira, Frank (* 1964), deutscher Politiker (CDU), MdHB
- Schirach, Adam Gottlob (1724–1773), sorbischer Pfarrer, Physikotheologe und Schriftsteller
- Schirach, Ariadne von (* 1978), deutsche Autorin und Philosophin
- Schirach, Baldur von (1907–1974), deutscher Politiker (NSDAP), MdR, Reichsjugendführer
- Schirach, Carl von (1873–1948), deutscher Theaterintendant
- Schirach, Ferdinand von (* 1964), deutscher Jurist, Schriftsteller, Hörbuchsprecher und DramatikerFerdinand von Schirach (* 1964)

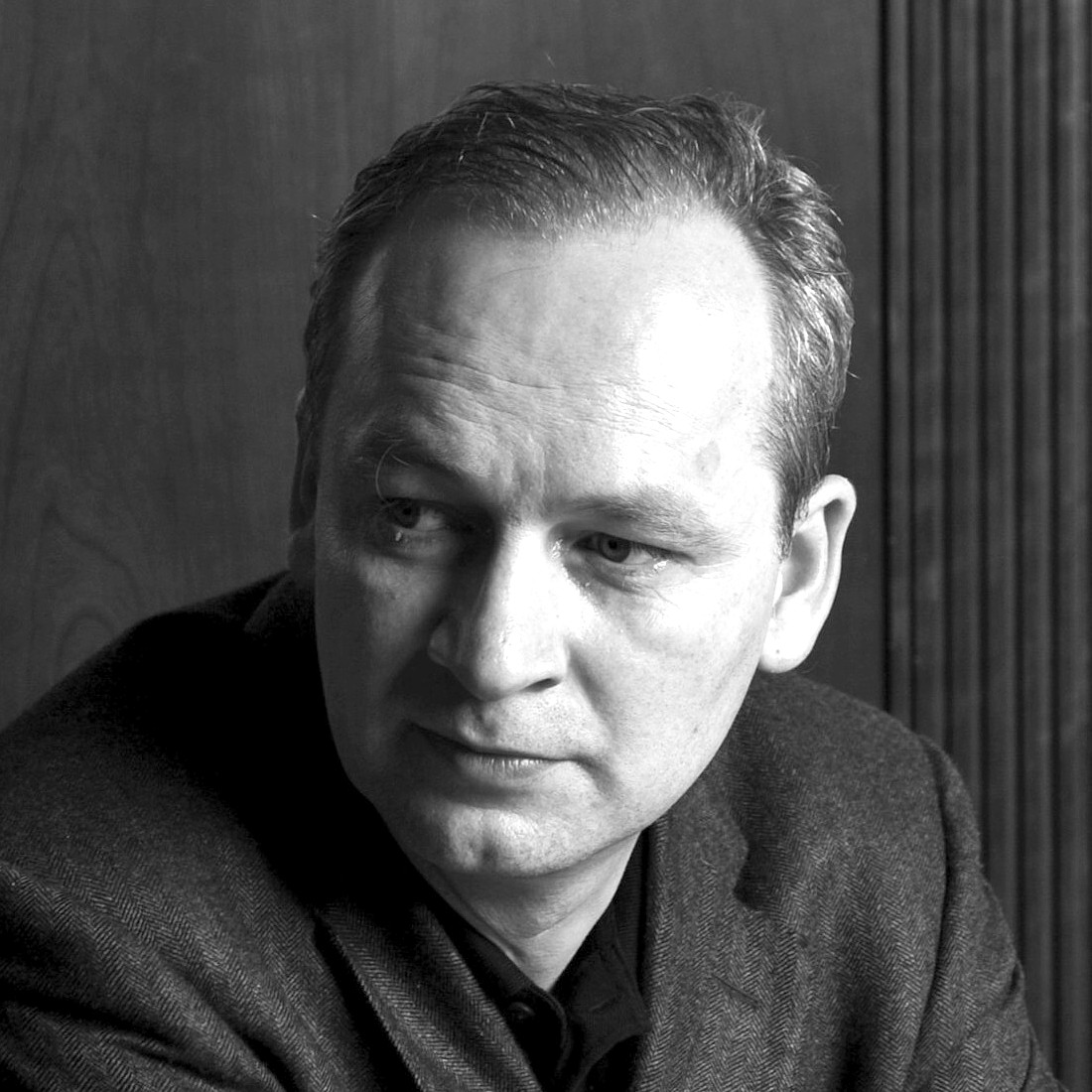
Ferdinand von Schirach (* 1964)

- Schirach, Friedrich von (1870–1924), deutscher Komponist
- Schirach, Gottlob Benedikt von (1743–1804), deutscher Historiker und Publizist, dänischer Etatsrat
- Schirach, Henriette von (1913–1992), deutsche Schriftstellerin und Ehefrau von Baldur von Schirach
- Schirach, Karl Benedict von (1790–1864), deutscher Jurist und Dichter
- Schirach, Norris von (* 1963), deutscher Geschäftsmann und Schriftsteller
- Schirach, Richard von (1942–2023), deutscher Autor und SinologeRichard von Schirach (1942–2023)

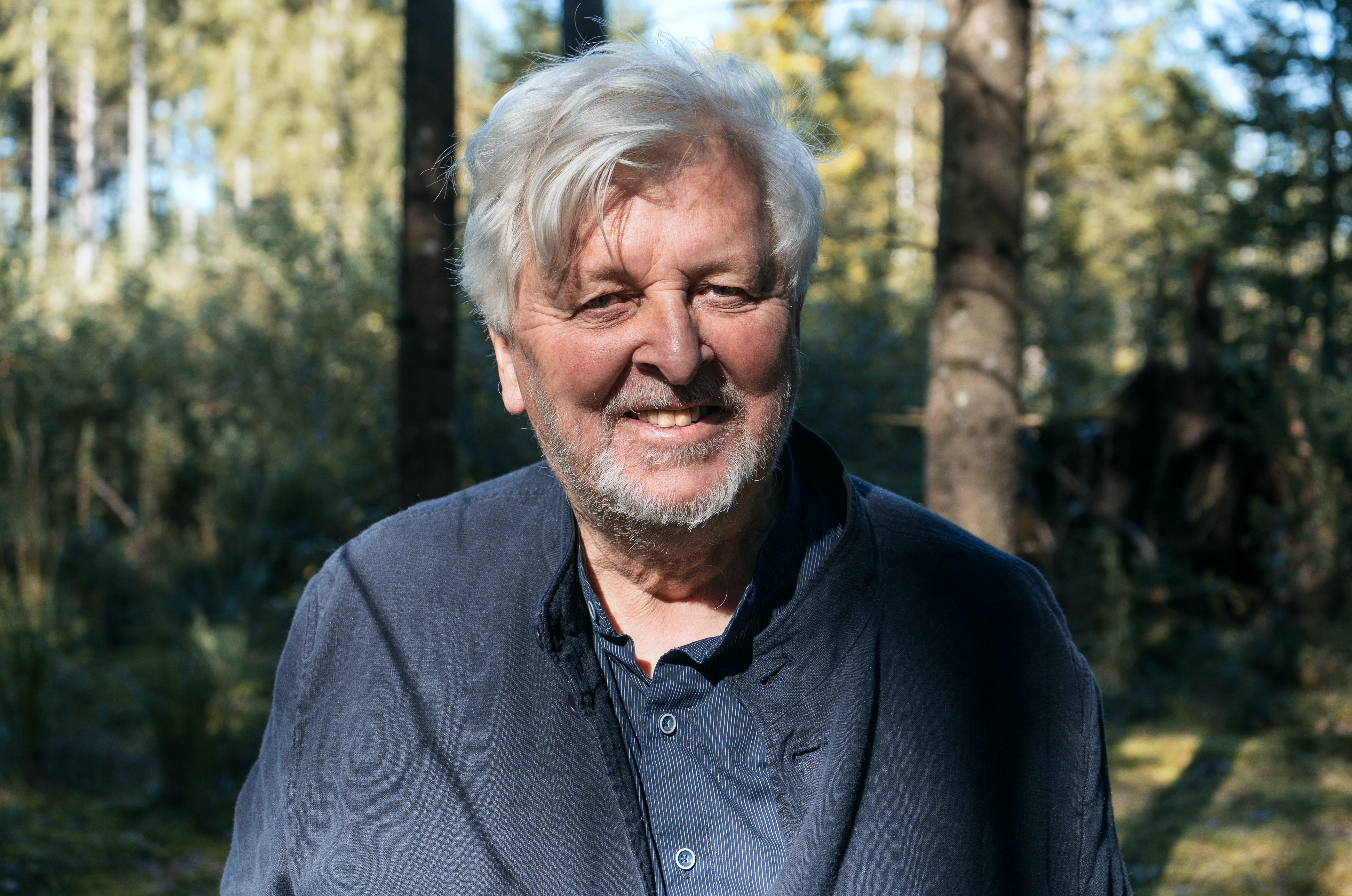
Richard von Schirach (1942–2023)

- Schirach, Rosalind von (1898–1981), deutsche Opernsängerin (Sopran)
- Schirach, Victor von (* 1984), schwedischer Schauspieler
- Schirach, Wilhelm Benedict von (1779–1866), deutscher Jurist und Publizist
- Schirakjan, Arschawir (1900–1973), armenischer Revolutionär
- Schiran, Ute (1946–2013), deutsche Autorin und Künstlerin
- Schiras, Howhannes (1915–1984), armenischer Dichter
- Schiras, Sipan (1967–1997), armenischer Maler, Dichter und Bildhauer
- Schirasi, Ali (* 1940), iranischer Schriftsteller
- Schirazi, Mohammad Hasan (1815–1895), schiitischer Geistlicher und Marja-e taqlid
- Schirazi, Mohammad Hussein (1928–2001), irakischer Großajatollah
- Schirazi, Mudschtaba Husseini (* 1943), schiitischer Geistlicher

### Schirb
- Schirbel, Hans, Maler des Frühbarock

### Schird
- Schirdewahn, Sabine (* 1964), deutsche Künstlerin und Kuratorin
- Schirdewan, Karl (1907–1998), deutscher Politiker (KPD, SED), MdV
- Schirdewan, Martin (* 1975), deutscher Politiker (Die Linke)

### Schire
- Schirek, Carl (1859–1924), böhmischer Kunsthistoriker und Museumskustos

### Schirg
- Schirges, Georg Gottlieb (1811–1879), deutscher Apotheker, Schriftsteller und Journalist. Mitbegründer der Hamburger Arbeiterbewegung

### Schirh
- Schirhuber, Erich (* 1955), österreichischer Bibliothekar und Autor

### Schiri
- Schiri, Weizmann (* 1956), israelischer Politiker
- Schirin († 628), Frau des persischen Großkönigs Chosrau II.
- Schirin, Stanislaw (* 1981), russischer Theater- und Filmschauspieler
- Schirinian, Koharik (1865–1935), armenische Schauspielerin
- Schirinowski, Wladimir Wolfowitsch (1946–2022), russischer Politiker, Jurist und RechtsextremistWladimir Wolfowitsch Schirinowski (1946–2022)

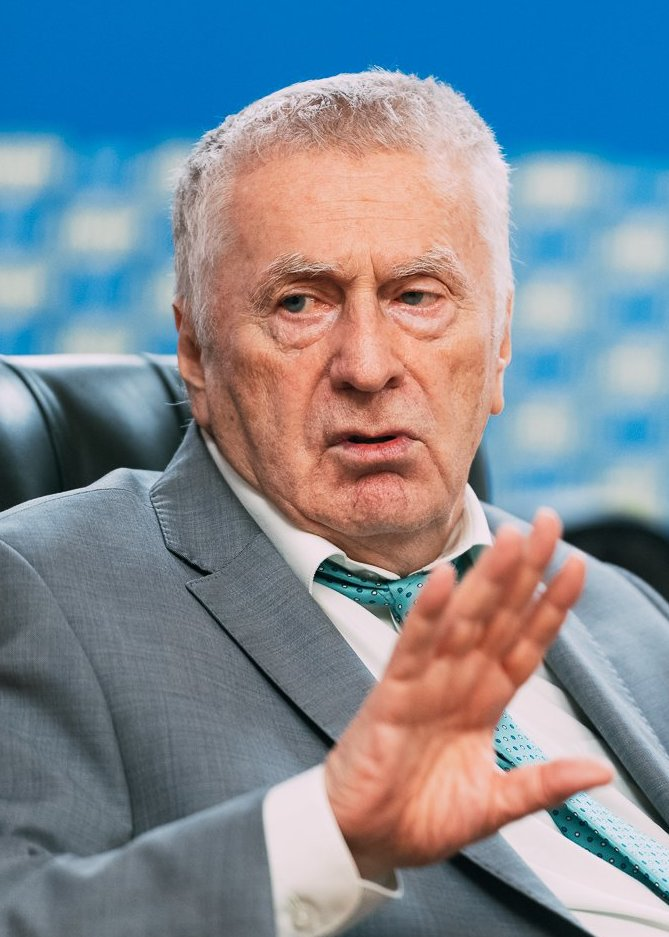
Wladimir Wolfowitsch Schirinowski (1946–2022)

- Schirinzi, Angelo (* 1972), Schweizer Trainer
- Schirinzi, Enrico (* 1984), italienischer Fußballspieler

### Schirj
- Schirjajew, Albert Nikolajewitsch (* 1934), russischer Mathematiker
- Schirjajew, Boris Nikolajewitsch (1889–1959), russischer Schriftsteller, Dissident, Gulag-Häftling und Kollaborateur
- Schirjajew, Sergei Jurjewitsch (* 1983), russischer Skilangläufer
- Schirjajewa, Alexandra Alexandrowna (* 1983), russische Beachvolleyballspielerin

### Schirk
- Schirk, Heinz (1931–2020), deutscher Regisseur, Autor, Schauspieler, Maler und Grafiker
- Schirk, Katharina (* 1989), österreichische Komponistin
- Schirkow, Dmitri Wassiljewitsch (1928–2016), russischer theoretischer Physiker
- Schirkow, Juri Walentinowitsch (* 1983), russischer Fußballspieler
- Schirkuh († 1169), islamischer Militärkommandeur

### Schirl
- Schirlbauer, Alfred (1948–2022), österreichischer Bildungs- und Erziehungswissenschaftler
- Schirle, Elisabeth (* 1936), deutsche Angehörige der Schönstatt-Bewegung, Regionaloberin in Südamerika
- Schirle, Robert (* 1967), britischer Unternehmer und Autorennfahrer
- Schirlenz, Nickel, deutscher Buchdrucker
- Schirley, Antonius (1647–1694), deutscher Franziskaner und Mystiker
- Schirlitz, Ernst (1893–1978), deutscher Marineoffizier, zuletzt Vizeadmiral im Zweiten WeltkriegErnst Schirlitz (1893–1978)

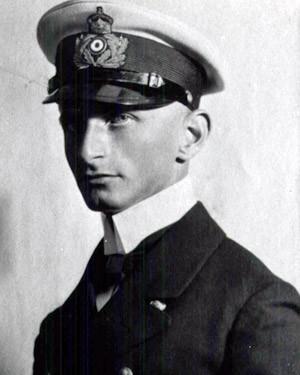
Ernst Schirlitz (1893–1978)

- Schirlo, Gerhard, deutscher Kameramann

### Schirm
- Schirm, Carl Cowen (1852–1928), deutscher Landschaftsmaler
- Schirm, Charles Reginald (1864–1918), US-amerikanischer Politiker
- Schirm, Johann Wilhelm (1812–1889), deutscher Pädagoge und Mitglied des Nassauischen Kommunallandtages
- Schirm, Stefan A. (* 1963), deutscher Politikwissenschaftler
- Schirm, Ulrike (* 1945), deutsche Schauspielerin und Filmkritikerin
- Schirmacher, Albrecht (* 1954), deutscher Wirtschaftsjournalist und Herausgeber
- Schirmacher, Hermann (1857–1925), deutscher Reichsgerichtsrat
- Schirmacher, Hildegard (1924–2015), deutsche Architektin, Bauhistorikerin und Denkmalschützerin
- Schirmacher, Käthe (1865–1930), deutsche Politikerin (DNVP) und Autorin, Person der Frauenbewegung
- Schirmacher, Peter (* 1961), Pathologe an der Universität Heidelberg
- Schirmacher, Wolfgang (* 1944), deutscher Philosoph
- Schirmaier-Huber, Andrea, deutsche Buchautorin und Fernsehbäckerin
- Schirmann, Alexander (* 1876), deutscher Komponist, Kapellmeister und Filmkomponist
- Schirmann, Chaim (1904–1981), jüdischer Erforscher der mittelalterlichen hebräischen Poesie
- Schirmann, Dietrich, deutscher Tennisspieler
- Schirmann, Jelena Michailowna (1908–1942), russische Dichterin
- Schirmann, Léon (1919–2003), französischer Physiklehrer, Résistancekämpfer und Historiker
- Schirmann, Marie Anna (1893–1941), österreichische Physikerin
- Schirmann, Peter (1935–2021), deutscher Komponist, Filmkomponist, Dirigent und Arrangeur
- Schirmbacher, Peter (* 1951), deutscher Informatiker und Hochschullehrer
- Schirmbeck, Georg (* 1949), deutscher Politiker (CDU), MdL, MdBGeorg Schirmbeck (* 1949)

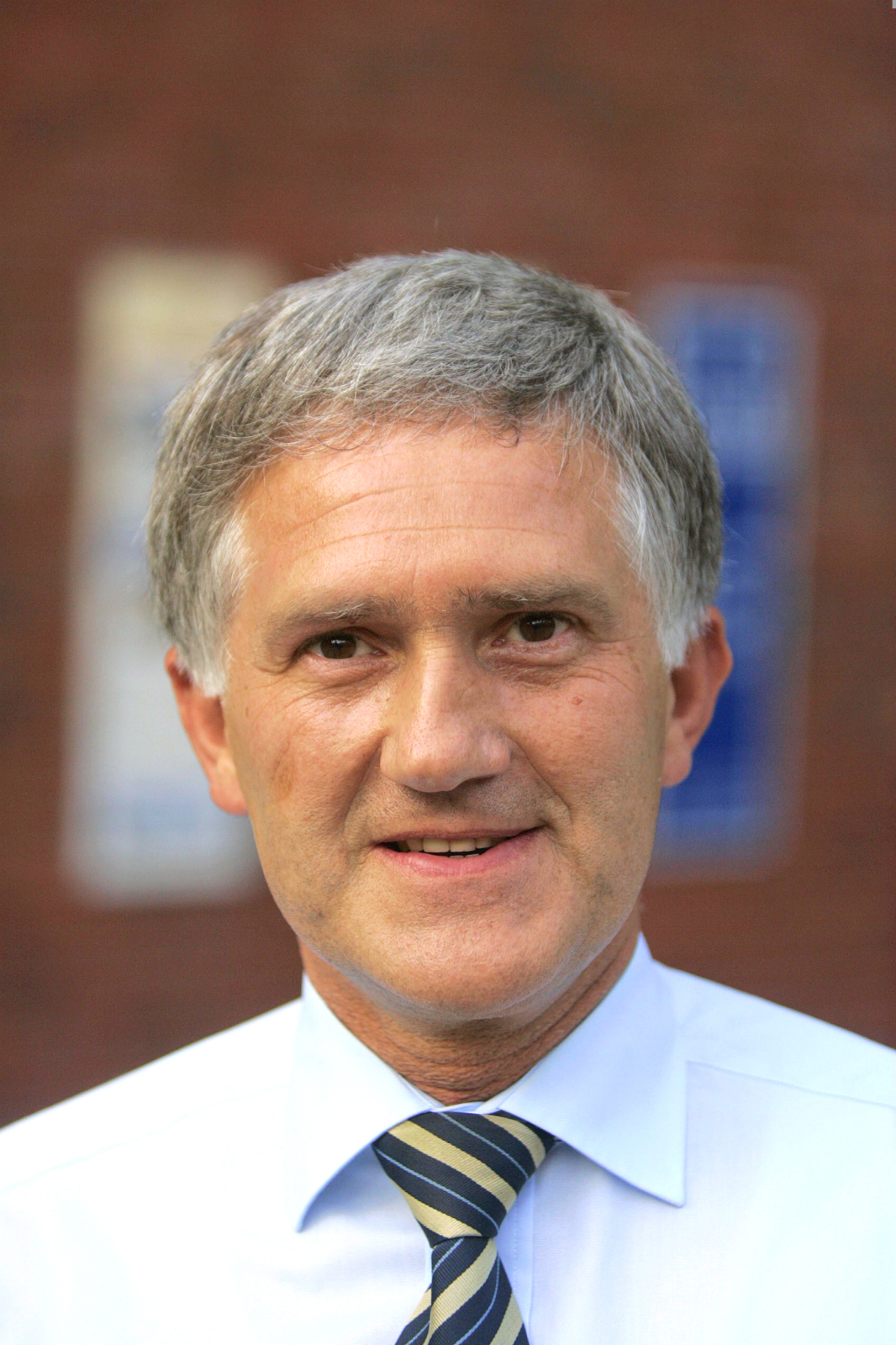
Georg Schirmbeck (* 1949)

- Schirmbeck, Heinrich (1915–2005), deutscher Schriftsteller
- Schirmbeck, Peter (* 1943), deutscher Museumsleiter
- Schirmbeck, Samuel (* 1941), deutscher Autor und Filmemacher
- Schirmbrand, Johann (* 1968), deutscher Karambolagespieler
- Schirmeier, Karl-Heinz (* 1944), deutscher Mittel- und Langstreckenläufer
- Schirmeister, Heinrich von (1817–1892), deutscher Landrat und Politiker, MdR
- Schirmeister, Moritz von (* 1901), deutscher Journalist und Beamter, ranghoher Mitarbeiter von Joseph Goebbels
- Schirmeister, Raimund (* 1951), deutscher Wirtschaftswissenschaftler
- Schirmeister, Tanja (* 1963), deutsche Pharmakologin und Chemikerin
- Schirmer, Adolf (1850–1930), norwegischer Architekt deutscher Abstammung
- Schirmer, Adolf (* 1853), deutscher Gymnasiallehrer und Altphilologe
- Schirmer, Alfred (1892–1975), deutscher Vizeadmiral (Ing.) der Kriegsmarine
- Schirmer, Aloisia (1878–1951), österreichische Politikerin (CSP), Abgeordnete zum Nationalrat
- Schirmer, Astrid (1942–2024), deutsche Opernsängerin
- Schirmer, August (1905–1948), deutscher Politiker (NSDAP), Reichsamtsleiter im Amt Rosenberg, MdR
- Schirmer, August (1908–1973), Schweizer Wirtschafts- und Rechtskonsulent und Politiker
- Schirmer, August Gottlob Ferdinand (1791–1863), deutscher Theologe und Hochschullehrer
- Schirmer, Barbara (* 1951), Schweizer Musikerin (Hackbrett) und Komponistin
- Schirmer, Bernd (* 1940), deutscher Autor und Dramaturg
- Schirmer, Betsy (1890–1968), norwegische Bildhauerin
- Schirmer, Carl (1864–1942), deutscher Politiker (Zentrum, BVP), MdR
- Schirmer, Christine (1938–2019), österreichische Politikerin (SPÖ) und Angestellte
- Schirmer, Cornelia (* 1968), deutsche Schauspielerin
- Schirmer, David (* 1623), deutscher Lyriker
- Schirmer, Dominik (* 1976), deutscher Musiker, Komponist, Singer-Songwriter und Hochschuldozent
- Schirmer, Erika (* 1926), deutsche Schriftstellerin, Kindergärtnerin und SonderpädagoginErika Schirmer (* 1926)

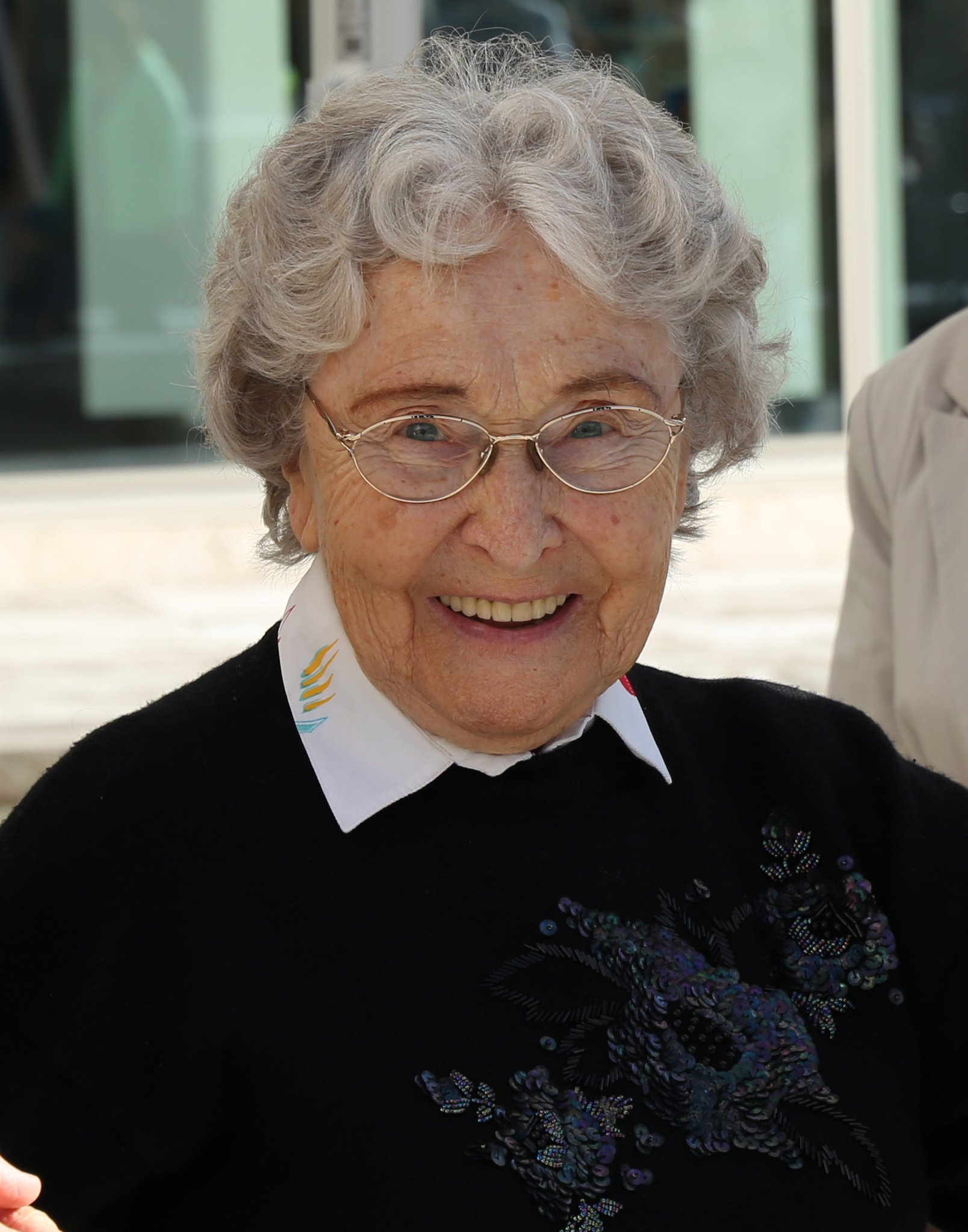
Erika Schirmer (* 1926)

- Schirmer, Friedel (1926–2014), deutscher Zehnkämpfer und Politiker (SPD), MdB
- Schirmer, Friederike (1785–1833), deutsche Theaterschauspielerin
- Schirmer, Friedrich (1859–1945), deutscher Politiker, Oberbürgermeister von Wittenberg
- Schirmer, Friedrich (1885–1968), deutscher Politiker (SPD), MdL
- Schirmer, Friedrich (1893–1964), deutscher Politiker (SPD), MdL
- Schirmer, Friedrich (* 1951), deutscher Theaterintendant und Dramaturg
- Schirmer, Gerhart (1913–2004), deutscher Luftwaffenoffizier
- Schirmer, Gregor (1932–2023), deutscher SED-Funktionär, MdV
- Schirmer, Gustav (1829–1893), deutsch-amerikanischer Musikverleger
- Schirmer, Hans (1911–2002), deutscher Diplomat
- Schirmer, Heinrich Ernst (1814–1887), deutscher Architekt
- Schirmer, Helmut (* 1940), deutscher Rechtswissenschaftler und Hochschullehrer
- Schirmer, Herbert (* 1945), deutscher Politiker (SPD), MdV und Minister für Kultur der DDR
- Schirmer, Herman Major (1845–1913), norwegischer Architekt, Architekturhistoriker und Reichs-Antiquar
- Schirmer, Hermann (1897–1981), deutscher Politiker (KPD)
- Schirmer, Herwig (1938–2021), deutscher Jurist und Beamter
- Schirmer, Hildur (1856–1914), norwegische Sängerin (Sopran), Gesangslehrerin und Frauenrechtlerin
- Schirmer, Horst (1933–2020), deutscher Jurist und Diplomat
- Schirmer, Jochen (* 1951), deutscher Langstreckenläufer
- Schirmer, Johann Heinrich (1800–1886), preußischer Generalmajor
- Schirmer, Johann Martin (1777–1842), Schweizer Kaufmann, Unternehmer und Landwirt
- Schirmer, Johann Theodor (1827–1904), deutscher Hochschullehrer und Jurist
- Schirmer, Johann Wilhelm (1807–1863), deutscher Landschaftsmaler und Grafiker
- Schirmer, Johannes (1877–1950), deutscher Politiker (SPD), MdR
- Schirmer, Jörg W. (* 1965), deutscher Bildhauer
- Schirmer, Karl-Heinz (* 1926), deutscher Germanist
- Schirmer, Kathrin (1960–2017), deutsche Hörfunkmoderatorin, Nachrichtensprecherin und Schlagersängerin
- Schirmer, Kristin (* 1967), deutsche Zellbiologin und Umwelttoxikologin
- Schirmer, Kurt (1877–1930), deutscher Generalkonsul
- Schirmer, Lothar (* 1945), deutscher Verleger
- Schirmer, Ludwig (1929–2001), deutscher Fotograf
- Schirmer, Maike (* 1990), deutsche Handballspielerin
- Schirmer, Marcel (* 1966), deutscher Sänger, Bassist und MusikproduzentMarcel Schirmer (* 1966)

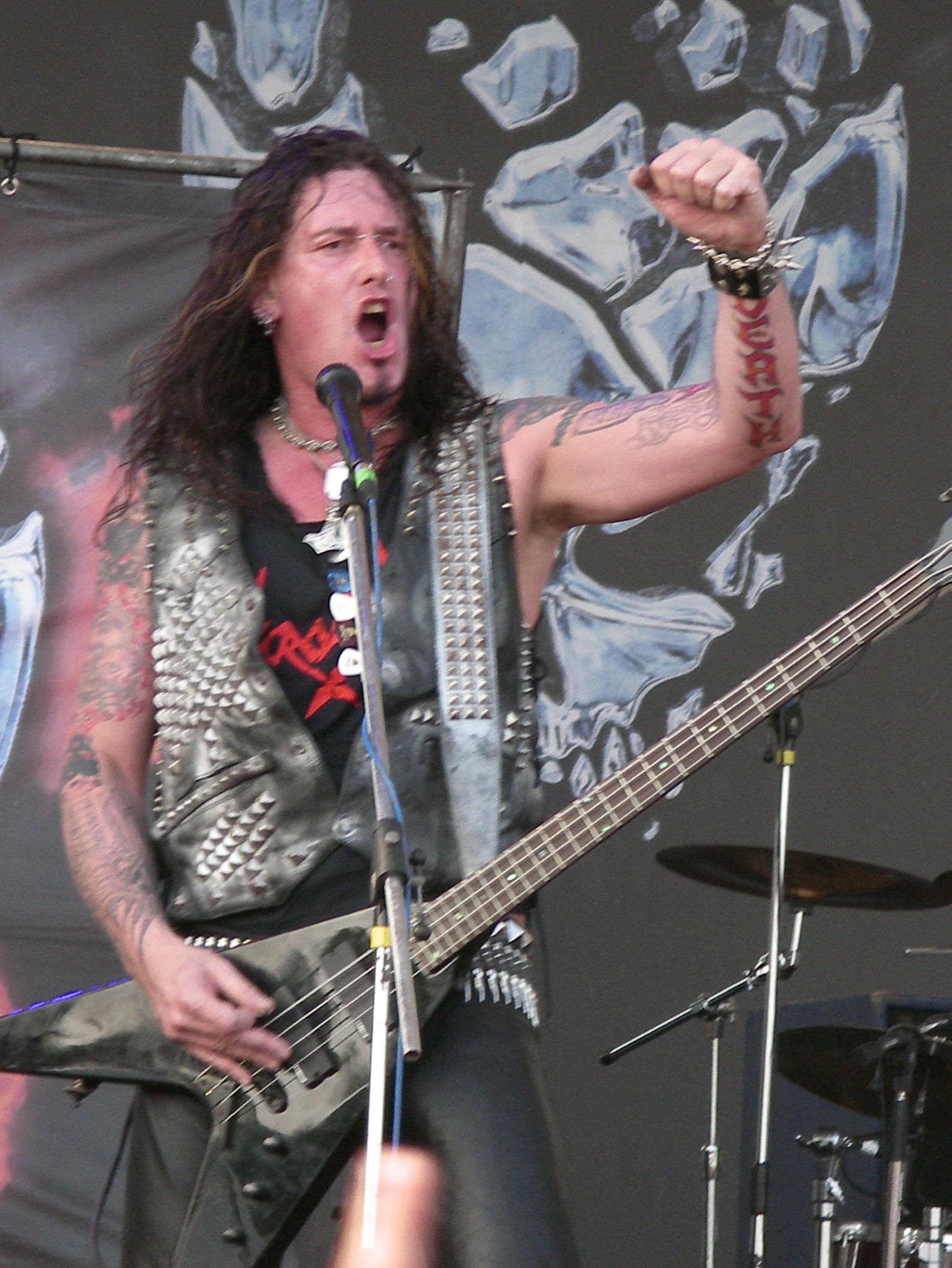
Marcel Schirmer (* 1966)

- Schirmer, Marian (1650–1705), österreichischer Zisterzienser und Abt
- Schirmer, Markus (* 1963), österreichischer Pianist
- Schirmer, Martin (1887–1963), deutscher Geödät, Kulturtechniker und Hochschullehrer
- Schirmer, Max (1896–1984), deutscher Aerodynamiker
- Schirmer, Maximilian (* 1990), deutscher Politiker (Die Linke)Maximilian Schirmer (* 1990)

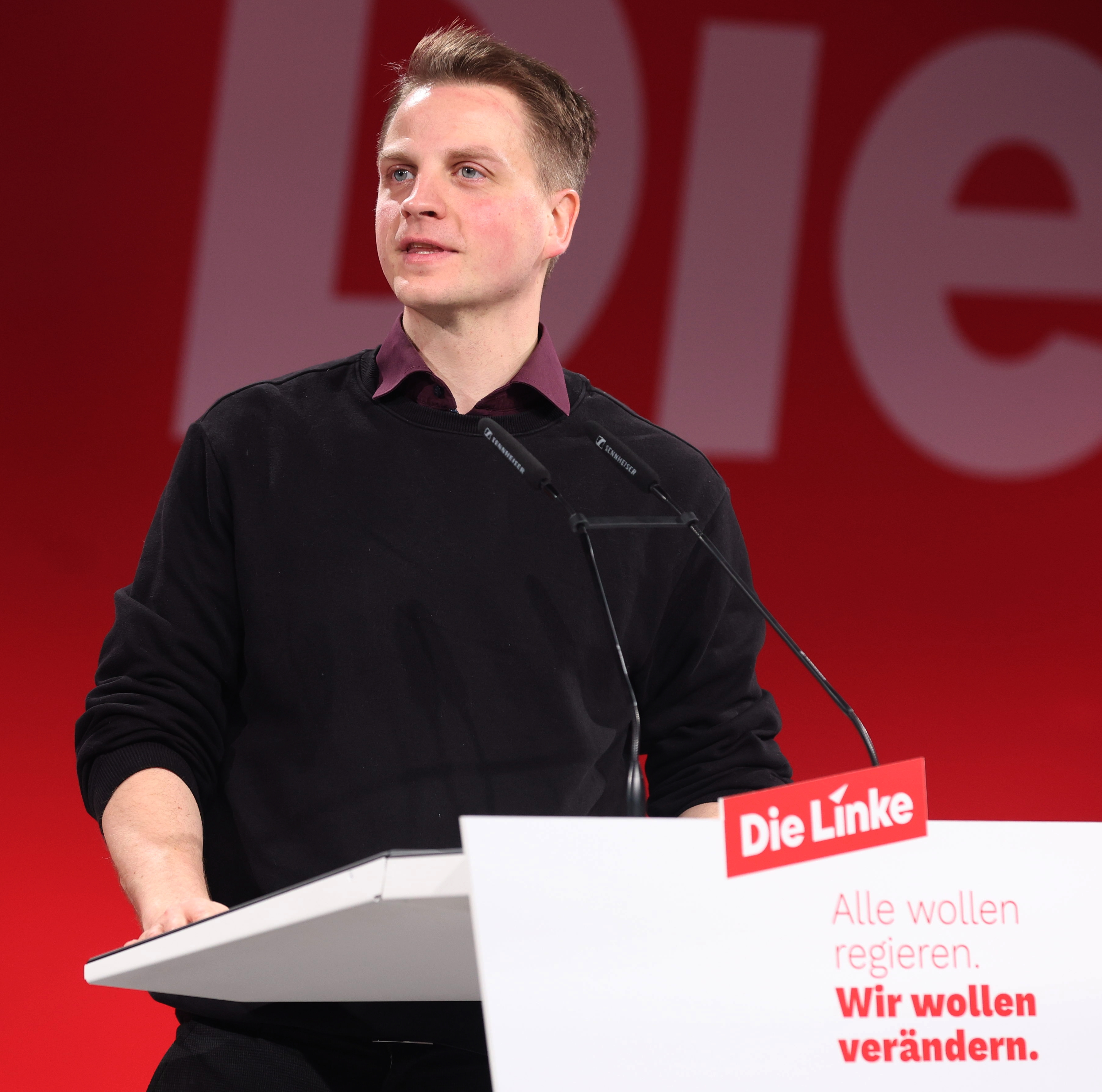
Maximilian Schirmer (* 1990)

- Schirmer, Michael (1606–1673), deutscher Pädagoge und Kirchenlieddichter
- Schirmer, Michael (* 1944), deutscher Biologe und Ökologe
- Schirmer, Øistein (1879–1947), norwegischer Turner
- Schirmer, Otto (1828–1904), deutsch-österreichischer Architekt
- Schirmer, Otto (1864–1917), deutscher Augenarzt und Hochschullehrer
- Schirmer, Philipp (1810–1871), deutscher Maler und Fotograf
- Schirmer, R. Heiner (1942–2016), deutscher Mediziner und Biochemiker
- Schirmer, Ragna (* 1972), deutsche Pianistin
- Schirmer, Ralph (* 1986), deutscher Basketballspieler
- Schirmer, Rudolf (1831–1896), deutscher Humanmediziner, Professor der Augenheilkunde in Greifswald
- Schirmer, Ruth (1919–1996), deutsche Schriftstellerin und Übersetzerin
- Schirmer, Saskia (* 2003), deutsche Rennrodlerin
- Schirmer, Tim (* 2003), deutscher Fußballspieler
- Schirmer, Tobias (* 1982), deutscher Jazzmusiker (Schlagzeug)
- Schirmer, Ulf (* 1959), deutscher Dirigent
- Schirmer, Uwe (* 1962), deutscher Historiker
- Schirmer, Walter (1928–2018), deutscher Prälat und Caritasdirektor
- Schirmer, Walter F. (1888–1984), deutscher Philologe
- Schirmer, Wilhelm (1802–1866), Maler
- Schirmer, Wolfgang (1920–2005), deutscher Chemiker
- Schirmer, Wulf (1934–2025), deutscher Bauforscher und Hochschullehrer
- Schirmer-Pröscher, Wilhelmine (1889–1992), deutsche Politikerin (LDPD), MdV
- Schirmeyer, Ludwig (1876–1960), deutscher Historiker
- Schirmohammadi, Abbas (* 1978), deutschsprachiger Autor, Heilpraktiker und Wrestling-Kommentator
- Schirmunskaja, Galina Michailowna (1926–2010), sowjetische Architektin
- Schirmunski, Wiktor Maximowitsch (1891–1971), russischer Philologe, Dialektologe und Germanist jüdischer Herkunft

### Schirn
- Schirnböck, Ferdinand (1859–1930), österreichischer akademischer Maler und Kupferstecher
- Schirnding, Albert von (* 1935), deutscher Lyriker, Erzähler, Essayist und LiteraturkritikerAlbert von Schirnding (* 1935)

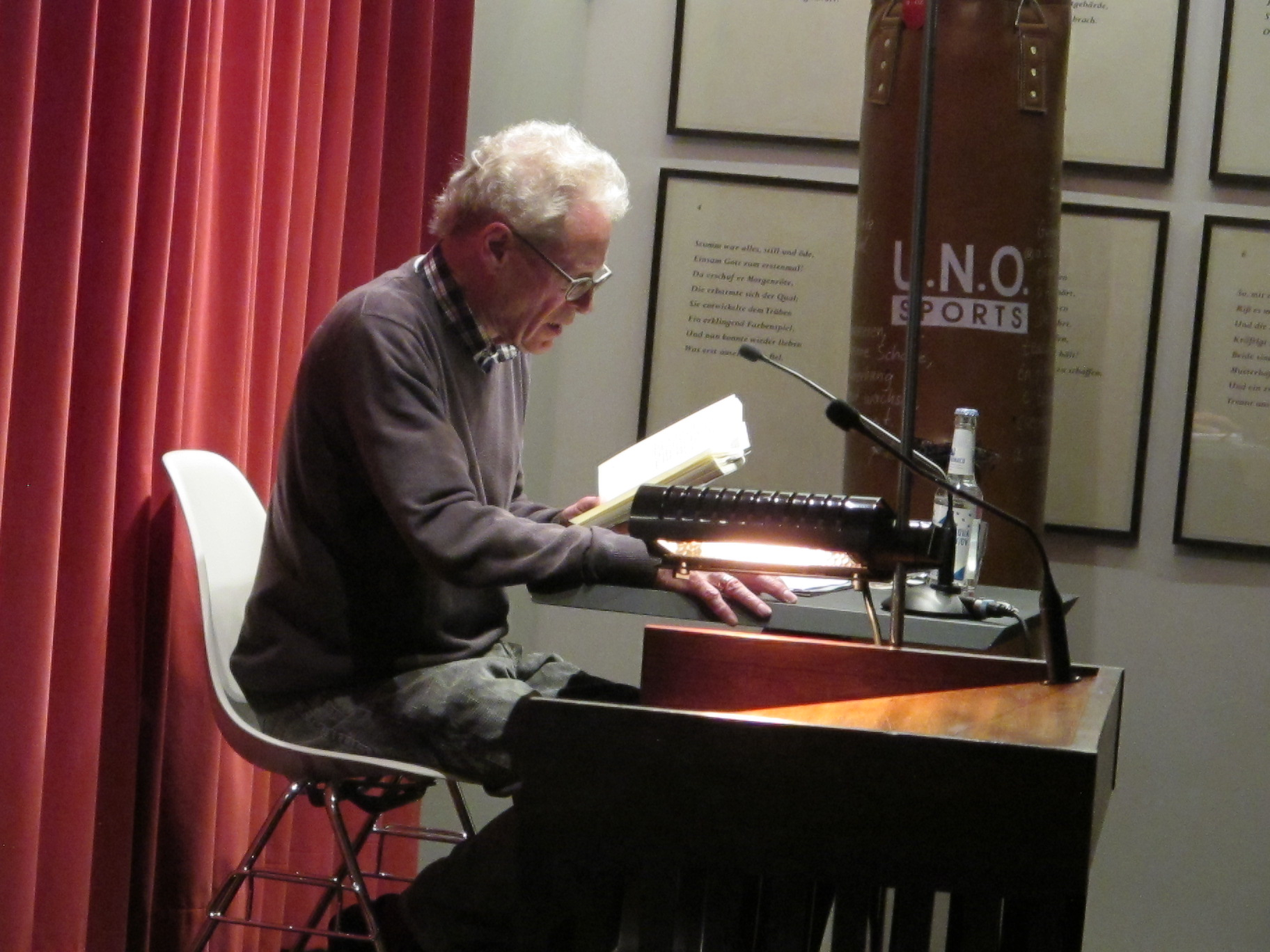
Albert von Schirnding (* 1935)

- Schirnding, Friedrich von (1812–1881), deutscher Jurist und Genealoge
- Schirnding, Joachim Graf von (1928–2022), deutscher Diplomat
- Schirnding, Jobst von, deutscher Adliger, Amtmann
- Schirnding, Kurt Robert Samuel von (1930–2010), südafrikanischer Botschafter
- Schirndinger von Schirnding, Otto Karl Freiherr (1892–1979), deutscher Adliger und Verwalter
- Schirneck, Hubert (* 1962), deutscher Schriftsteller
- Schirner, Max (1891–1952), deutscher Sportfotograf
- Schirner, Michael (* 1941), deutscher Kunsthochschulprofessor
- Schirnhofer, Max (* 1987), österreichischer Judoka
- Schirnig, Heinz (* 1937), deutscher Prähistoriker und Museumsdirektor
- Schirnik, Walter (* 1972), österreichischer Pianist und Dirigent sowie Musik- und Filmproduzent
- Schirnow, Eduard Walerjewitsch (* 2001), russischer Nordischer Kombinierer

### Schiro
- Schirò, Angela (* 1985), italienische Politikerin (Partito Democratico), Mitglied der Camera dei deputati
- Schirò, Giuseppe (1690–1769), italienischer Erzbischof albanischer Abstammung des byzantinischen Ritus
- Schirò, Giuseppe (1846–1927), italienischer Priester der italo-albanischen Kirche und Titularerzbischof der römisch-katholischen Kirche
- Schirò, Giuseppe (1905–1984), italienischer Byzantinist und Albanologe
- Schiro, James (1946–2014), US-amerikanischer Manager
- Schirobokow, Sergei Wladimirowitsch (* 1999), russischer Geher
- Schirokauer, Alfred (1880–1934), deutscher Schriftsteller und Drehbuchautor
- Schirokauer, Arno (1899–1954), deutscher Schriftsteller und Germanist
- Schirokauer, Conrad (1929–2018), US-amerikanischer Historiker
- Schirokogorow, Sergei Michailowitsch (1887–1939), russischer Ethnograph und Anthropologe
- Schirokorad, Alexander Borissowitsch (* 1947), russischer Sachbuchautor und Publizist
- Schirokow, Igor (1949–2014), russischer Jazzmusiker (Trompete, Flügelhorn)
- Schirokow, Roman Nikolajewitsch (* 1981), russischer Fußballspieler
- Schirokow, Sergei Sergejewitsch (* 1986), russischer Eishockeyspieler
- Schirone, Santiago (* 1996), uruguayischer Fußballspieler
- Schirop, Richard (1852–1916), deutscher Architekt
- Schirotschenko, Jelena Sergejewna (* 1983), russische Kommunalpolitikerin
- Schirow, Alexander Wassiljewitsch (1958–1983), sowjetischer Skirennläufer
- Schirow, Alexander Wjatscheslawowitsch (* 1991), russischer Fußballspieler
- Schirow, Alexei (* 1972), lettisch-spanischer SchachspielerAlexei Schirow (* 1972)

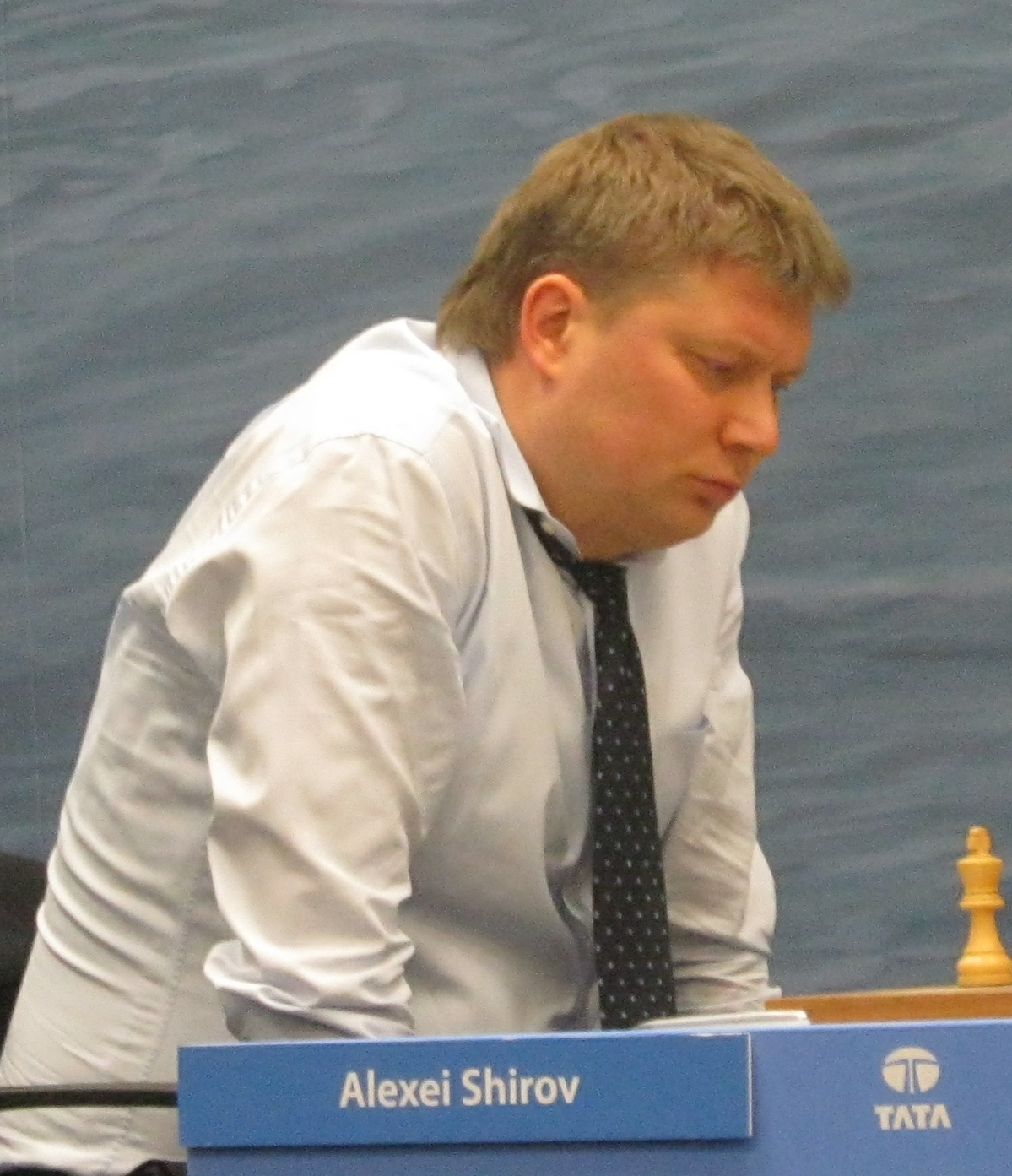
Alexei Schirow (* 1972)

- Schirow, Felicitas (* 1957), deutsche Prostituierte, Unternehmerin und Bordell-Betreiberin
- Schirow, Wassili (* 1974), kasachischer Boxer
- Schirowa, Marina Serafimowna (* 1963), russische Leichtathletin

### Schirp
- Schirpenbach, Josef (1906–1970), deutscher Politiker (CDU), MdL, Bürgermeister in Bochum

### Schirr
- Schirra, Bruno (* 1958), deutscher Journalist
- Schirra, Christine (1962–2019), deutsche Fußballspielerin
- Schirra, Heinrich (1900–1961), deutscher Politiker (Zentrum, CVP)
- Schirra, Jörg R. J. (* 1960), deutscher Philosoph und Informatiker
- Schirra, Karl (1928–2010), deutscher Fußballspieler für das Saarland
- Schirra, Kurt (1931–1983), deutscher Boxer
- Schirra, Norbert (* 1941), deutscher Physikdidaktiker
- Schirra, Walter (1923–2007), US-amerikanischer AstronautWalter Schirra (1923–2007)

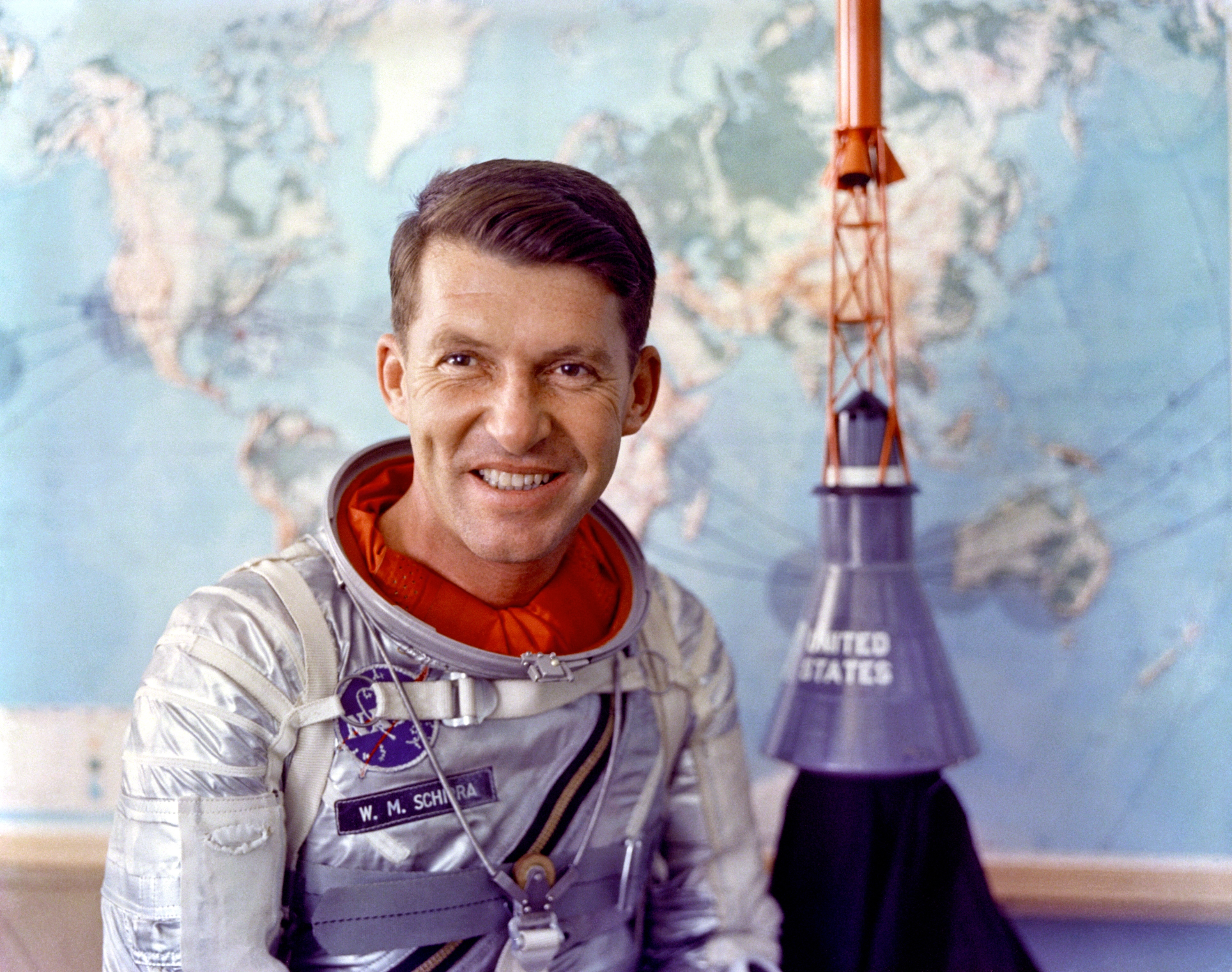
Walter Schirra (1923–2007)

- Schirren, Carl (1826–1910), deutsch-baltischer Historiker
- Schirren, Carl (1861–1921), deutscher Dermatologe
- Schirren, Carl (1922–2017), deutscher Dermatologe und Androloge
- Schirren, Ferdinand (1872–1944), belgischer Maler, Aquarellist und Bildhauer
- Schirren, Matthias (* 1957), deutscher Architekturhistoriker
- Schirren, Thomas (* 1965), deutscher Altphilologe
- Schirripa, Steve (* 1957), US-amerikanischer Schauspieler
- Schirrmacher, Bernd (1921–2015), deutscher Hochschullehrer, Professor für Nachrichtentechnik
- Schirrmacher, Christine (* 1962), deutsche Islamwissenschaftlerin, Autorin, Beraterin und Professorin
- Schirrmacher, Elfriede (1894–1978), deutsche Archivarin und Autorin
- Schirrmacher, Frank (1959–2014), deutscher Journalist, Publizist und EssayistFrank Schirrmacher (1959–2014)

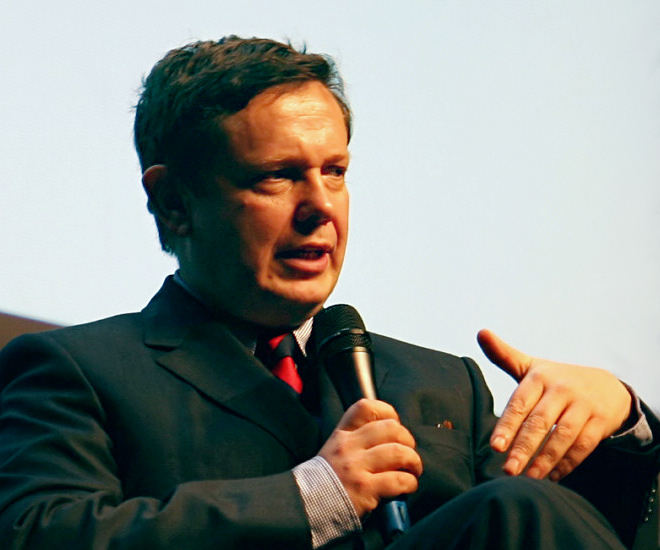
Frank Schirrmacher (1959–2014)

- Schirrmacher, Friedrich Wilhelm (1824–1904), deutscher Mittelalterhistoriker und Hochschullehrer
- Schirrmacher, Fritz (1893–1948), deutscher Maler und Zeichner (Verschollene Generation)
- Schirrmacher, Georg Theodor (1833–1864), deutscher Architekt
- Schirrmacher, Gerd (* 1930), deutscher Fußballspieler
- Schirrmacher, Helmut (1923–2009), deutscher Polizist, Bundesvorsitzender der GdP
- Schirrmacher, Thomas (* 1960), deutscher reformierter Theologe, Ethiker, Missionswissenschaftler und Religionssoziologe
- Schirrmacher, Vincent (* 1978), deutscher Opernsänger (Tenor) asiatischer Herkunft
- Schirrmacher, Volker (* 1943), deutscher Krebsforscher und Immunologe
- Schirrmacher, Willi (1906–1992), deutscher Politiker (SPD), MdL
- Schirrmann, Richard (1874–1961), deutscher Pädagoge, Gründer des Deutschen Jugendherbergswerkes
- Schirrmeister, Dieter (* 1951), deutscher Fußballspieler in der DDR
- Schirrmeister, Georg (1890–1969), deutscher Architekt
- Schirrmeister, Hildegard, deutsche Schauspielerin und Kabarettistin
- Schirrmeister, Paul (1869–1945), deutscher Naturheilkundler und Persönlichkeit der Lebensreform-Bewegung
- Schirrmeister, Silvio (* 1988), deutscher Hürdensprinter
- Schirru, Giancarlo, italienischer Romanist

### Schirs
- Schirschikow, Pawel, russischer Pokerspieler
- Schirschin, Max (1921–2013), deutscher Fußballspieler und Fußballtrainer
- Schirschina, Galina Igorewna (* 1979), russische Politikerin und Psychologin
- Schirschow, Alexander Sergejewitsch (* 1972), russischer Säbelfechter und Olympiasieger
- Schirschow, Anatoli Illarionowitsch (1921–1981), sowjetischer Mathematiker
- Schirschow, Pjotr Petrowitsch (1905–1953), sowjetischer Politiker, Hydrobiologe, Ozeanograph, Botaniker und Polarforscher

### Schirt
- Schirtladse, Boleslaw (* 1987), georgischer Leichtathlet
- Schirtladse, Giorgi (1932–2008), sowjetisch-georgischer Ringer
- Schirtladse, Tengis (* 1949), georgischer Politiker

### Schirw
- Schirwindt, Alexander Anatoljewitsch (1934–2024), sowjetischer bzw. russischer Schauspieler, Regisseur und SynchronsprecherAlexander Anatoljewitsch Schirwindt (1934–2024)

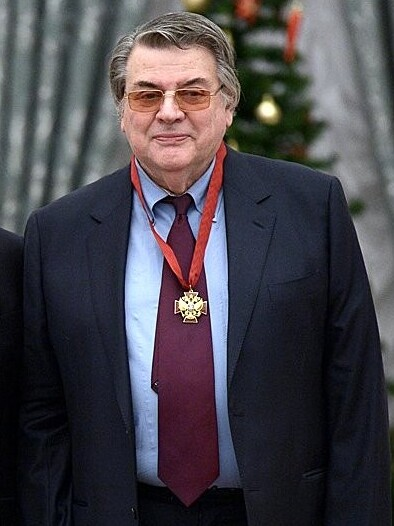
Alexander Anatoljewitsch Schirwindt (1934–2024)

- Schirwindt, Maxim Lasarewitsch (1893–1936), sowjetischer Philosoph